# إطار الفشل (رواية خفيفة)
إطار الفشل: حتى أصبح الأقوى في قدرات الحالة غير العادية ضمن إطار الفشل وأجتاح كل شيء(أ) (باليابانية: ハズレ枠の【状態異常スキル】で最強になった俺がすべてを蹂躙するまで، بالروماجي: Hazure Waku no "Jōtai Ijō Sukiru" de Saikyō ni Natta Ore ga Subete o Jūrin Suru made) هي سلسلة روايات خفيفة يابانية من كتابة "كاورو شينوزاكي"، ظهرت في البداية كرواية مستخدم على موقع نشر قصص المستخدمين شوسيتسوكا ني نارو في نوفمبر 2017، قبل أن يتم تبنيها بشكل رواية خفيفة برسوم KWKM ونشرها مطبوعة من قبل شركة النشر "أوفر لاب" إبتداءً من يوليو 2018، كما حصلت أيضًا على سلسلة مانغا مقتبسة من كتابة "كياكي أوتشي-أوتشي" ورسوم "شو أويوشي" بدأت بالصدور إلكترونيًا على موقع "كوميك غاردو" منذ يوليو 2019، بالإضافة الى أنمي تلفزيوني من إنتاج ستوديو سفين آركز، عُرض بين شهري يوليو وسبتمبر 2024.

## القصة
أثناء رحلة مدرسية يتم استدعاء توكا ميموري وزملاؤه فجأة إلى عالم آخر من قبل إلهة ما ليصبحوا أبطالاً فيه، وبينما يظهر أن أغلبهم يمتلكون مهارات استثنائية وتقييمات عالية، يحصل ميموري على تصنيف E لذا اعتبرته الإلهة عديم الفائدة، لتقرر نفيه إلى ديماس لم ينجُ أحد منه سابقًا للتخلص منه، مع ذلك يتبين أن مهاراته أكثر غرابة مما تبدو، لذا يتعهد بالخروج والإنتقام.

## الشخصيات
توكا ميموري (三森 灯河، Mimori Tōka)
أداء صوتي: ريوتا سوزوكي
شخص عادي جدًا ومغمور في الصف 2C، تم تصنيفه من قبل الإلهة فيشس في رتبة E ونُفي إلى ديماس خطيرة لم ينجُ منها أحد، بينما تعتبر مهاراته الفريدة غير ذات جدوى، فقد أثبتت نجاحها بنسبة 100% ضد خصومه باستثناء الإلهة، التي تحميها حاجز دائمًا، كشخص عانى من إساءات عديدة أثناء طفولته وتخلى عنه والديه في النهاية، تم إنقاذه من قبل عمه وعمته، نتيجة لذلك، طوّر شخصيتين مختلفتين؛ فيكون شخصًا جيدًا لأولئك الذين يعاملونه بلطف ويقضي على أولئك الذين يظلمونه دون رحمة.
سيراس أشراين (セラス・アシュレイン، Serasu Ashurein)
أداء صوتي: ساكي مياشيتا
أميرة من الإيلف وقائدة فرسان سابقة في المملكة المقدسة نيا، بسبب مكافأة وُضعت على رأسها، اضطرت للهرب والتنكّر كإنسان لإخفاء هويتها، بعد لقاء مصيري مع ميموري الذي أنقذ حياتها من صائدي الجوائز، قررت أن تقدم ولاءها له وتتبع رحلته للانتقام كحارسة له.
بيغيمارو (ピギ丸، Pigimaru)
أداء صوتي: أيامي تسوكوي
وحش هلام صغير صادفه ميموري في الغابة بينما كان يتعرض لهجوم مجموعة من وحوش الهلام الأخرى، أعجب ميموري بإصراره على القتال رغم عدم تكافؤه مع مهاجميه فقرر إنقاذه، تعلق السلايم الصغير بميموري وقرر أن يتبعه.
فيشس (ヴィシス، Vuishisu)
أداء صوتي: آمي كوشيميزو
إلهة العالم الآخر التي تستدعي طلاب الصف 2C لإنقاذ العالم من الشياطين، تخفي خلف ابتسامتها المشرقة طباع قاسية ومتعجرفة تقصي أي شخص تعتبره عديم الفائدة، بسبب أفعالها غير المسؤولة اعتبرها ميموري هدفًا للانتقام بمجرد هروبه من الديماس.
أياكا سوغو (十河綾香، Sogō Ayaka)
أداء صوتي: كارين نانامي
ممثلة الصف 2C التي تحصل دائمًا على أعلى الدرجات في دراستها، تشعر بالذنب لأنها لم تستطع إنقاذ ميموري بعد أن نفته الإلهة الى الهلاك، لذا قررت أن تتدرب بجد في هذا العالم الجديد لحماية زملائها الباقين وضمان عدم معاناتهم من نفس مصير ميموري، وبفضل التدريب المكثف الذي خضعت له في طفولتها، تتمتع بفهم جيد لاستخدام أسلحة القتال القريب.
تاكُتو كيريهارا (桐原拓斗، Kirihara Takuto)
أداء صوتي: ماساأكي ميزوناكا
شوغو أويامادا (小山田翔吾، Oyamada Shōgo)
أداء صوتي: كين
كوباتو كاشيما (鹿島小鳩، Kashima Kobato)
أداء صوتي: ماريا ناغاناوا
أساغي سينجو (戦場浅葱، Senjō Asagi)
أداء صوتي: إيمي هيراياما
توموهيرو ياسو (安智弘، Yasu Tomohiro)
أداء صوتي: دايكي ياماشيتا
هيجيري تاكاو (高雄聖، Takao Hijiri)
أداء صوتي: ساوري هايامي
إتسوكي تاكاو (高雄樹، Takao Itsuki)
أداء صوتي: كاوري مايدا
إيف سبيد (イヴ・スピード، Ivu Supīdo)
أداء صوتي: هيتومي أويدا
ليزبيث (リズベット، Rizubetto)
أداء صوتي: ميساكي واتادا
نيانتان كيكيبات (ニャンタン・キキーパット، Nyantan Kikīpatto)
أداء صوتي: أسوكا شيويري
سيفيت غارتولاند (シビト・ガートランド، Shibito Gātorando)
أداء صوتي: جونيتشي سوابي
هو قائد فرسان التنين الأسود من إمبراطورية باكوس، كان هدفه القبض على سيراس الهاربة، على الرغم من أنه معروف بكونه الأقوى بين البشر، إلا أنه يلقى حتفه عندما يؤخذ على حين غرة ويُقتل على يد ميموري مع فرقته.

## وسائط المشروع

### رواية خفيفة
القصة من تأليف "كاورو شينوزاكي" ظهرت في بداياتها على موقع نشر روايات المستخدمين شوسيتسوكا ني نارو يوم 24 نوفمبر 2017، قبل أن يتم تبنيها من دار نشر "أوفر لاب" كسلسلة روايات خفيفة مطبوعة من رسوم KWKM وإطلاقها في 25 يوليو 2018 تحت علامة "أوفر لاب بونكو"، وحتى يناير 2024 يكون للرواية 11 مجلد مطبوع منشور مع مجلد قصص قصيرة واحد.
| م.   | الإصدار الأصلي | الإصدار الأصلي         | الإصدار الإنجليزي                            | الإصدار الإنجليزي      |
| م.   | تاريخ الإصدار  | ردمك                   | تاريخ الإصدار                                | ردمك                   |
| ---- | -------------- | ---------------------- | -------------------------------------------- | ---------------------- |
| 1    | 25 يوليو 2018  | ISBN 978-4-86-554372-8 | 10 ديسمبر 2020 (رقمي) 9 مارس 2021 (مطبوع)    | ISBN 978-1-64-827069-7 |
| 2    | 25 ديسمبر 2018 | ISBN 978-4-86-554426-8 | 13 مايو 2021 (رقمي) 8 يونيو 2021 (مطبوع)     | ISBN 978-1-64-827089-5 |
| 3    | 25 مايو 2019   | ISBN 978-4-86-554494-7 | 11 نوفمبر 2021 (رقمي) 21 ديسمبر 2021 (مطبوع) | ISBN 978-1-64-827265-3 |
| 4    | 25 أكتوبر 2019 | ISBN 978-4-86-554559-3 | 2 يونيو 2022 (رقمي) 2 أغسطس 2022 (مطبوع)     | ISBN 978-1-64-827320-9 |
| 5    | 25 أبريل 2020  | ISBN 978-4-86-554645-3 | 25 أغسطس 2022 (رقمي) 11 أكتوبر 2022 (مطبوع)  | ISBN 978-1-63-858326-4 |
| 6    | 25 نوفمبر 2020 | ISBN 978-4-86-554782-5 | 3 نوفمبر 2022 (رقمي) 21 فبراير 2023 (مطبوع)  | ISBN 978-1-63-858699-9 |
| 7    | 25 مايو 2021   | ISBN 978-4-86-554909-6 | 2 مارس 2023 (رقمي) 13 يونيو 2023 (مطبوع)     | ISBN 978-1-63-858994-5 |
| 8    | 25 نوفمبر 2021 | ISBN 978-4-82-400044-6 | 10 أغسطس 2023 (رقمي) 10 أكتوبر 2023 (مطبوع)  | ISBN 978-1-68-579853-6 |
| 9    | 25 يونيو 2022  | ISBN 978-4-82-400186-3 | 28 ديسمبر 2023 (رقمي) 20 فبراير 2024 (مطبوع) | ISBN 979-8-88-843197-9 |
| 10   | 25 ديسمبر 2022 | ISBN 978-4-82-400363-8 | 16 مايو 2024 (رقمي) 18 يونيو 2024 (مطبوع)    | ISBN 979-8-88-843591-5 |
| 11   | 25 يونيو 2023  | ISBN 978-4-82-400527-4 | 15 أكتوبر 2024 (مطبوع)                       | ISBN 979-8-89160-228-1 |
| 11.5 | 25 يناير 2024  | ISBN 978-4-8240-0711-7 | —                                            | —                      |
| 12   | 25 يوليو 2024  | ISBN 978-4-8240-0854-1 | —                                            | —                      |

### مانغا
حصلت الرواية الخفيفة على مانغا مقتبسة من كتابة "كياكي أوتشي-أوتشي" ورسوم "شو أويوشي" بدأت بالصدور إلكترونيًا على موقع "كوميك غاردو" يوم 26 يوليو 2019، حتى يونيو 2024 وصلت مجلدات تانكوبون المنشورة للمانغا 10 مجلدات.
| م. | الإصدار الأصلي | الإصدار الأصلي         | الإصدار الإنجليزي                          | الإصدار الإنجليزي      |
| م. | تاريخ الإصدار  | ردمك                   | تاريخ الإصدار                              | ردمك                   |
| -- | -------------- | ---------------------- | ------------------------------------------ | ---------------------- |
| 1  | 25 ديسمبر 2019 | ISBN 978-4-86-554593-7 | 13 أبريل 2021                              | ISBN 978-1-64827-090-1 |
| 2  | 25 يونيو 2020  | ISBN 978-4-86-554688-0 | 10 أغسطس 2021                              | ISBN 978-1-64827-301-8 |
| 3  | 25 ديسمبر 2020 | ISBN 978-4-86-554814-3 | 14 ديسمبر 2021                             | ISBN 978-1-64827-571-5 |
| 4  | 25 يونيو 2021  | ISBN 978-4-86-554949-2 | 16 أغسطس 2022 (رقمي) 23 أغسطس 2022 (مطبوع) | ISBN 978-1-63858-367-7 |
| 5  | 25 ديسمبر 2021 | ISBN 978-4-82-400074-3 | 20 ديسمبر 2022                             | ISBN 978-1-63858-828-3 |
| 6  | 25 مايو 2022   | ISBN 978-4-82-400199-3 | 11 يوليو 2023                              | ISBN 978-1-68579-610-5 |
| 7  | 25 ديسمبر 2022 | ISBN 978-4-8240-0374-4 | 23 يناير 2024                              | ISBN 979-8-88843-120-7 |
| 8  | 25 يونيو 2023  | ISBN 978-4-8240-0537-3 | 13 أغسطس 2024                              | ISBN 979-8-89160-179-6 |
| 9  | 25 يناير 2024  | ISBN 978-4-8240-0722-3 | —                                          | —                      |
| 10 | 25 يونيو 2024  | ISBN 978-4-8240-0869-5 | —                                          | —                      |

### أنمي
في يناير 2024 وخلال البث المباشر الثاني لحدث "الذكرى العاشرة لتجمع نجوم بونكو أوفرلاب" أُعلن عن حصول الرواية على مسلسل أنمي تلفزيوني من إنتاج وتفيذ ستوديو سفين آركز (بشراكة من ستويدو سينيرجي إس بي)، المسلسل من إخراج "ميتشيو فوكودا" ونصوص "ياسوهيرو ناكانيشي"، وفي تصميم الشخصيات "كانا هاشيداتي"، وألحان "تاتسوهيكو سايكي"، أغنية مقدمة الأنمي بعنوان "فشل" من أداء "تشوغاكوسي"، بينما أغنية النهاية والتي بعنوان "صلاة" من أداء "هاكوبي".

بدأ عرض المسلسل في 5 يوليو وانتهى في 27 سبتمبر 2024 متكونًا من 12 حلقة على المحطات اليابانية.
| ر. الإجمالي | العنوان                                 | العنوان الأصلي                                                | المخرج                       | الكاتب            | لوحة قصصية        | تاريخ العرض الأصلي | مرجع   |
| ----------- | --------------------------------------- | ------------------------------------------------------------- | ---------------------------- | ----------------- | ----------------- | ------------------ | ------ |
| 1           | «إعلان اختيارات الإلهة»                 | 召喚をつげし女神 Shōkan o Tsugeshi Megami                     | ميتشيو فوكودا                | ياسوهيرو ناكانيشي | ميتشيو فوكودا     | 5 يوليو 2024       | [ 55 ] |
| 2           | «أطلال المخلفات»                        | 廃棄遺跡 Haiki Iseki                                          | تورو كيتاهاتا                | ياسوهيرو ناكانيشي | ميتشيو فوكودا     | 12 يوليو 2024      | [ 56 ] |
| 3           | «لقاء الصدفة -أفينجر (ز)-»              | 邂逅〜AVENGER（S）〜 Kaigō ~Abenjā(zu)~                       | هيديكي تاكاياما              | ياسوهيرو ناكانيشي | ميتشيو فوكودا     | 19 يوليو 2024      | [ 57 ] |
| 4           | «المرأة المعروفة بالأميرة الفارسة»      | 姫騎士と呼ばれた女 Hime Kishi to Yoba Reta On'na              | تومونوري كوغاوا              | كازويوشي ياماموتو | تومونوري كوغاوا   | 26 يوليو 2024      | [ 58 ] |
| 5           | «السلسلة المسماة الثقة»                 | 信頼という名の鎖 Shinrai to iu na no Kusari                   | يويتشي ساتو                  | كازويوشي ياماموتو | تاكيهيرو ناكاياما | 2 أغسطس 2024       | [ 59 ] |
| 6           | «الأقوى في البشرية، سيفيت غارتلاند»     | 人類最強 シビト・ガートランド Jinrui Saikyō Shibito Gātorando | كازونوبو فوسيكي              | كازويوشي ياماموتو | تومو ساشيزوكي     | 9 أغسطس 2024       | [ 60 ] |
| 7           | «بطل رياضة مونروي الدموية»              | モンロイの血闘士 Monroi no Chi Tōshi                          | هيديكي تاكاياما              | أويني إيزاكا      | كازونوبو فوسيكي   | 23 أغسطس 2024      | [ 61 ] |
| 8           | «معًا من أجل ملك الذباب»                 | 蠅王と共に Hae-ō to Tomoni                                    | نوريهيكو سودو, يوكي ساكاموتو | أويني إيزاكا      | تومونوري كوغاوا   | 30 أغسطس 2024      | [ 62 ] |
| 9           | «الإجراء الأسود -مفقود-»                | 〜missing〜黒策 Kokusaku 〜Misshingu〜                        | يوشيتاكا فوجيموتو            | أويني إيزاكا      | تسوتومو ميازاوا   | 6 سبتمبر 2024      | [ 63 ] |
| 10          | «أرض وحوش العيون الذهبية -لقاء الصدفة-» | 金棲魔群帯 〜encounter〜 Kinsei Maguntai 〜Enkauntā〜         | تومونوري كوغاوا              | ياسوهيرو ناكانيشي | تومونوري كوغاوا   | 13 سبتمبر 2024     | [ 64 ] |
| 11          | «حتى الحدود وما بعدها»                  | 限界の、その先へ Genkai no, Sono Saki e                       | يوسوكي ناكاغاما              | ياسوهيرو ناكانيشي | ميتشيو فوكودا     | 20 سبتمبر 2024     | [ 65 ] |
| 12          | «الملك والسيف»                          | 王と剣 Ō to Ken                                               | كازونوبو فوسيكي              | ياسوهيرو ناكانيشي | كازونوبو فوسيكي   | 27 سبتمبر 2024     | [ 66 ] |

## ردود الفعل
في إستطلاع "نيكست بيغ لايت نوفيل هيت" الصادر من الموزع بوك والكر [الإنجليزية] حصلت السلسلة على المركز التاسع عن فئة بوكوبون.
للسلسلة أكثر من 1.1 مليون نسخة متداولة بين مطبوعة ورقمية.

## هامش
- أ: العنوان العربي مترجم عن العنوان الأصلي باللغة اليابانية مباشرةً، في حين يمثل العنوان الإنكليزي عنوان موازي مغاير.

## طالع أيضًا
- أنمي
- أنا أصد كل شيء
- غير الكفوء في أكاديمية الملك الشيطان
- أليا التي بجانبي تهمس بالروسية أحيانا

## روابط خارجية
- الصفحة الرسمية على موقع شوسيتسوكا ني نارو (باليابانية).
- الصفحة الرسمية للرواية الخفيفة (باليابانية).
- صفحة المانغا الرسمية (باليابانية)
- الموقع الرسمي للأنمي (باليابانية)
- إطار الفشل (رواية خفيفة) في شبكة أخبار الأنمي